# Elisabeth in Beieren (1837-1898)

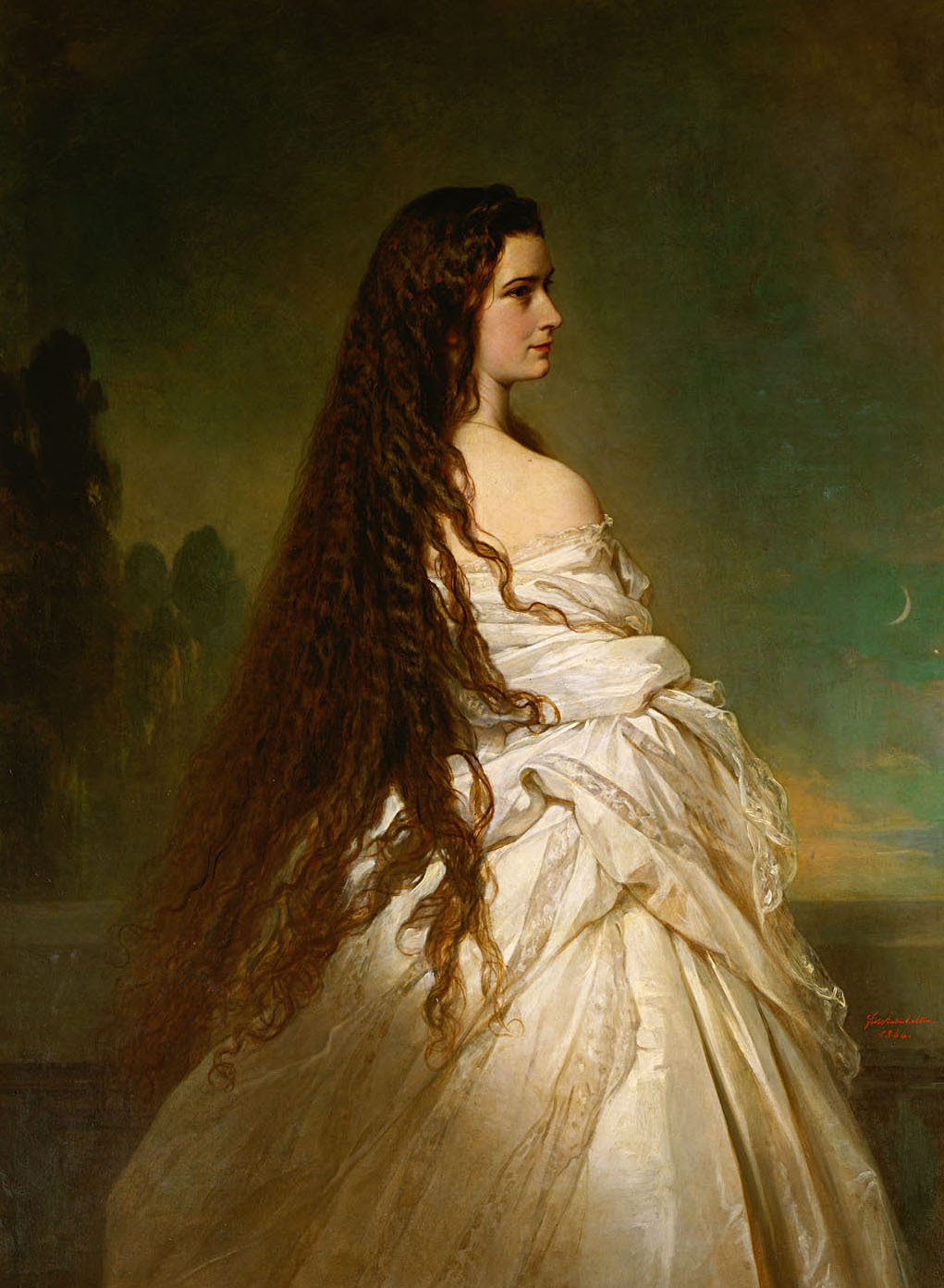
Portret in 1865 van de keizerin dat in de privé-vertrekken van Frans Josef hing, geschilderd door Franz Xaver Winterhalter

Elisabeth Amalie Eugenie in Beieren (München, 24 december 1837 – Genève, 10 september 1898) was van 24 april 1854 keizerin van Oostenrijk en vanaf 8 juni 1867 tevens koningin van Hongarije, door haar huwelijk met keizer Frans Jozef I. Ze werd geboren als hertogin in Beieren en prinses van Beieren uit het huis Wittelsbach, dat van 1180 tot 1918 het stamhertogdom Beieren regeerde. Ze kwam door een politiek gemotiveerde moord om het leven.
Ze is algemeen bekend onder haar bijnaam Sisi, zoals haar familie haar noemde. Met deze naam ondertekende ze ook haar brieven aan intimi. Sissi, met dubbele s, is wijdverbreid vanwege de titel van een op haar leven gebaseerde romantische filmtrilogie uit de jaren 50.

## Jeugd
Elisabeth was de tweede dochter van hertog Maximiliaan Jozef in Beieren en prinses Ludovika, dochter van koning Maximiliaan I Jozef van Beieren. Haar vader en moeder hadden geen besturende taken en beschikten door erfenissen over een ruim vermogen en grondstukken. Haar vader had liberale opvattingen, wetenschappelijke interesses en was een bewonderaar en ondersteuner van plaatselijke cultuur. Hij liet een stadspaleis met theater bouwen, het Hertog Maxpaleis aan de Ludwigstrasse nr. 13 in München, waar ook allerlei objecten werden tentoongesteld die hij van zijn soms maandenlange reizen had meegenomen. Haar moeder had het hoogstaand onderwijs genoten dat gebruikelijk was aan de hoven en beschikte over een groot netwerk in de hoge kringen. Haar zus was bijvoorbeeld getrouwd met de broer van keizer Ferdinand I van Oostenrijk. De hertogelijke familie had ook een zomerverblijf in Possenhofen aan de Würmsee (nu Starnberger See), Slot Possenhofen. Elisabeth bracht zodoende met haar zeven broers en zussen een onbekommerde kindertijd door, met goed onderwijs en een liberale opvoeding.

### Huwelijk
Elisabeths oudere zus Helene was voorbestemd voor een huwelijk met de toekomstige keizer van Oostenrijk en werd in haar opvoeding op die rol voorbereid. In 1853 begeleidde de 15-jarige Elisabeth haar moeder en oudere zuster op een reis naar het luxueuze Oostenrijkse kuuroord Ischl, waar Helene de aandacht van haar 22-jarige neef, de jonge keizer Frans Jozef moest trekken die in Ischl zijn 23e verjaardag zou vieren. Deze viel echter op Elisabeth, die op haar beurt eigenlijk was voorbestemd voor een huwelijk met Frans Jozefs broer Karel Lodewijk.
Het stel verloofde zich korte tijd later in Wenen, op 18 augustus 1853, en Elisabeth kreeg onder leiding van de keizer-moeder, aartshertogin Sophie, een intensieve privé-opleiding. Ze werd onderwezen in de geschiedenis van het Habsburgse Rijk en in de strenge hofetiquette. In intieme brieven toont Frans Josef zijn aanhankelijkheid, hij spreekt haar aan als ‘mijn hemelse engel’ en ondertekent met ‘jouw kleine’.
Op 24 april 1854 trouwde de inmiddels 16-jarige Elisabeth met de 23-jarige keizer in de Augustijnenkerk te Wenen met een groots feest. Naar aanleiding daarvan verschenen tientallen bijzondere tijdschriften en boeken, rijkelijk geïllustreerd, in meerdere talen.

## Keizerin

### Leven aan het hof
Het hof werd bestierd door aartshertogin Sophie, de moeder van Frans Jozef, die op de achtergrond ook het binnenlands- en buitenlands bestuursbeleid richting gaf. Elisabeth had van het begin af aan moeite zich aan de strenge Habsburgse hofetiquette te onderwerpen omdat ze in haar vrijheid van handelen en denken werd beperkt. Twee weken na het huwelijk schrijft ze in haar dagboek:

Ik ben ontwaakt in een kerker.

Omgekeerd lieten de leden van de Weense hofhouding doorschemeren dat ze van lagere komaf was. Buiten het Weense hof was ze geliefd om haar spontaniteit. Om diplomatieke redenen leerde ze Hongaars en sprak deze moeilijk te leren taal na verloop van tijd vloeiend, het droeg bij aan een groeiende populariteit in Hongarije. Ze hield zich afzijdig van het Weense hof en de Weense elite, waar ze zich niet thuis voelde.
Ze kreeg in korte tijd drie kinderen: Sophie, Gisela en Rudolf. Op 29 mei 1857 stierf haar eerst geborene, dochter Sophie Frederika Dorothea, op tweejarige leeftijd aan tyfus tijdens een bezoek aan Hongarije. In 1868, op 22 april, beviel Sisi van haar vierde en laatste kind, Marie Valerie Mathilde Amalia. Haar schoonmoeder aartshertogin Sophie bestierde opvoeding en onderwijs van de kinderen van het keizerspaar, met streng geselecteerd personeel, zoals gebruikelijk. Het werd niet als een taak van de ouders gezien om zich direct met de opvoeding te bemoeien.

### Verhouding met Frans Josef
Na Rudolfs geboorte begon de verstandhouding in het huwelijk slechter te worden. Frans Jozef verloor in 1859 een oorlog om de Oostenrijkse invloed in Italie en verloor daarmee de zeggenschap over het rijke en machtige Lombardije, hij voerde zelf de troepen aan. In 1866 verloor Oostenrijk de Oostenrijks-Pruisische Oorlog, waardoor Oostenrijk geen aanspraak kon maken op de heerschappij in Duitsland. De keizer was conservatief in zijn opvattingen en moest weinig hebben van 'nieuwerwetse zaken' die de moderne tijd met zich meebracht. Hij was een plichtsgetrouw staatsman, nauwgezet en ijverig, maar geen intellectueel. Toen Elisabeth hem een brief schreef met daarin een citaat van Schopenhauer, schreef hij terug:

Sonst halte ich, wie du richtig bemerkest, auf solche philosophische Werke nichts, die einen nur Konfus machen.

Verder had Frans Jozef voor zijn zoon Rudolf een strenge militaire opvoeding voorgeschreven, als kleuter moest Rudolf mee naar troepenparades en urenlang exerceren. Toen Elisabeth opmerkte dat haar zoon deze manier van opvoeden niet aankon, stelde ze Frans Jozef een ultimatum, kort na de zevende verjaardag van Rudolf. Ze eiste de zeggenschap over de opvoeding van haar kinderen en haar complete vrijheid terug. Ze eiste het ontslag van graaf Leopold Gondrecourt, die verantwoordelijk was voor de hardvochtige opvoeding van Rudolf. Frans Jozef stemde toe en vanaf dat moment verloor aartshertogin Sophie een deel van haar macht over Frans Jozef. Elisabeth stelde na het vertrek van Gondrecourt een andere leraar/opvoeder aan, de liberale Joseph Latour von Thurmburg. Rudolf zou zijn moeder hier zijn leven lang dankbaar voor blijven, ook al was de relatie tussen moeder en zoon niet altijd even goed.
Ten slotte had Frans Jozef maîtresses. Om het keizerlijk privéleven in goede banen te leiden ontweek Elisabeth het hofleven en ging voor langere tijd naar het buitenland. Ze leed aan een longaandoening en werd door haar lijfarts rust voorgeschreven. Ze herstelde op Madeira.

### Schoonheidsideaal
Elisabeth was voor de buitenwereld het gezicht van het Habsburgse Rijk en was in de media de meest opvallende vertegenwoordiger. Ze werd mede beroemd door haar uiterlijk met haar lange golvende kastanjebruine haar en de bijzondere kapsels en had grote invloed op de mode. Het is bekend dat ze veel aan lichamelijke oefeningen en sport deed, ze was fervent paardrijdster en wandelaar. Elisabeth was 1,72 m lang, maar woog buiten haar zwangerschappen tussen de 45 en 50 kg. Ze trok de aandacht door haar eetpatronen, tegenwoordig zou haar gedrag mogelijk als anorexia worden gediagnosticeerd. Ze vertoonde bij periodes hongeroedeem. Ze probeerde allerlei speciale diëten, zoals het eten van uitsluitend sinaasappels of het drinken van melk. Toen er voor het eerst sporttoestellen werden besteld voor in de Hofburg, dacht men dat deze voor Frans Jozef en andere heren bedoeld waren. Men was dan ook zeer verbaasd toen men vernam dat Elisabeth deze sporttoestellen gebruikte.
Naarmate Elisabeth ouder werd begon ze zich steeds meer te schamen voor haar uiterlijk. Ze begon haar gezicht te verbergen voor de buitenwereld. Op middelbare leeftijd was ze, vooral in haar eigen ogen, niet mooi meer en haar huid was verouderd. Daarom verborg zij zich achter zware voiles en opgeheven waaiers, ook omdat ze het haatte aangestaard te worden. Zelf heeft ze hierover gezegd: 

Ik verberg mijn gezicht achter een waaier, zodat de dood ongestoord zijn werk kan doen.

Vanaf 1875 mochten geen foto's van haar meer worden gemaakt, zodat, naar haar eigen zeggen, haar schoonheid eeuwig zou blijven.

## Diplomatie
Elisabeth kreeg in het staatsbestuur de opgave om Hongarije en Oostenrijk weer nader tot elkaar te brengen. Voor de openbare taken was voor haar een eigen hofsecretariaat opgezet. De band tussen de beide landen was na de Hongaarse Revolutie van 1848 tegen de regering van Wenen zeer slecht. Elisabeth wist de landen te verenigen en in 1867 werd de Oostenrijks-Hongaarse dubbelmonarchie opgericht, waarbij Hongarije een zekere vorm van autonomie verkreeg. Elisabeth, die met de vrijheidsidealen van de Hongaren had gesympathiseerd, werd koningin van Hongarije. Samen met haar echtgenoot werd ze in Boeda (Boedapest) op 8 juni 1867 tot koningin van Hongarije gekroond. Ongeveer tien maanden later werd hun vierde kind Marie Valerie (1868-1924) geboren. In 1871 werd een hofdame met scherpzinnig verstand uit Hongarije aangesteld, Marie Festetics. Met de toenemende populariteit van Elisabeth in Hongarije, daalde haar populariteit navenant in de overige koninkrijken en landen van de Donaumonarchie. Met name in het Habsburggetrouwe Bohemen zag men met argusogen aan hoe de opstandige Hongaren – onder invloed van Elisabeth – allerlei voorrechten kregen die henzelf werden onthouden.

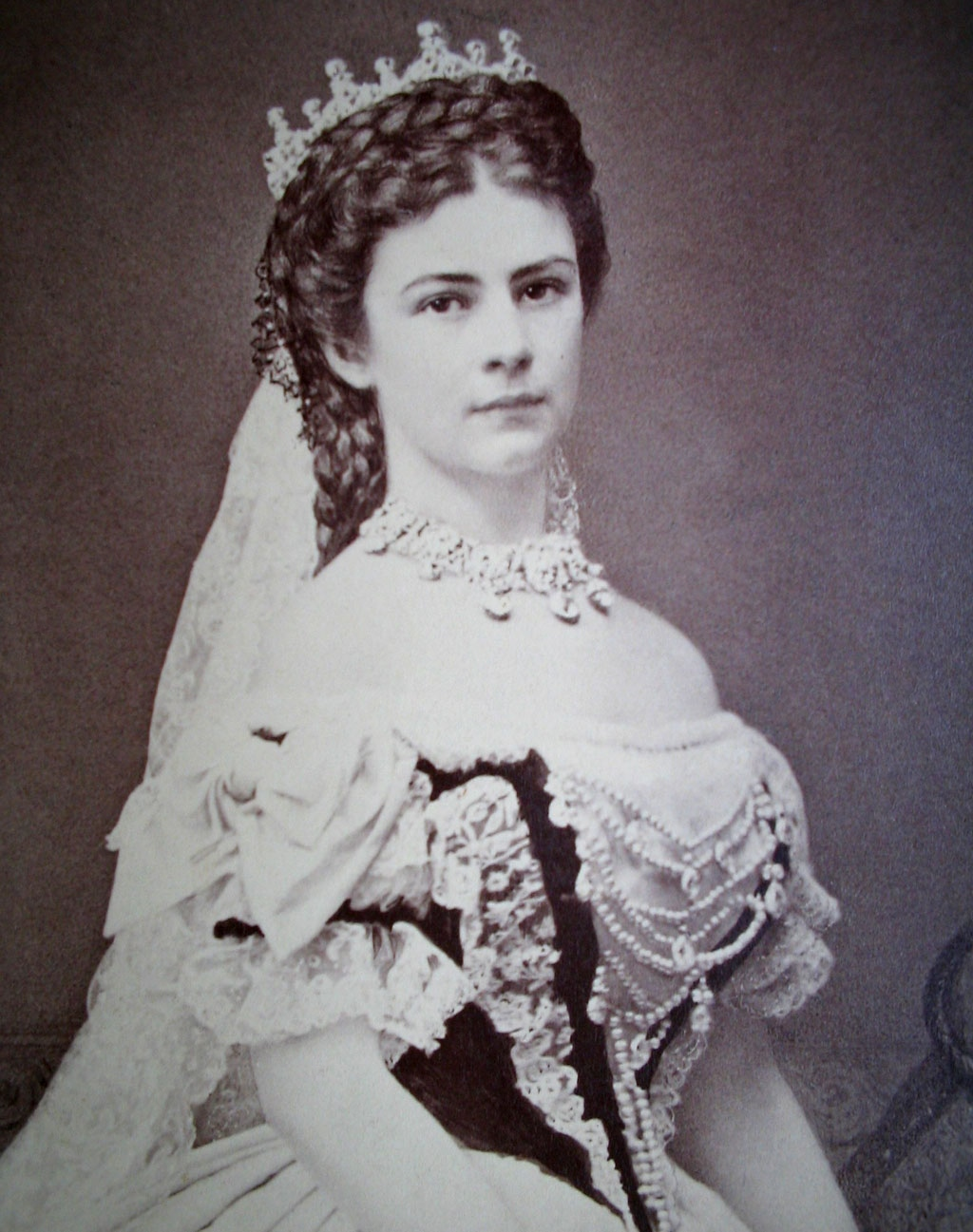
Elisabeth op 30-jarige leeftijd (1867)

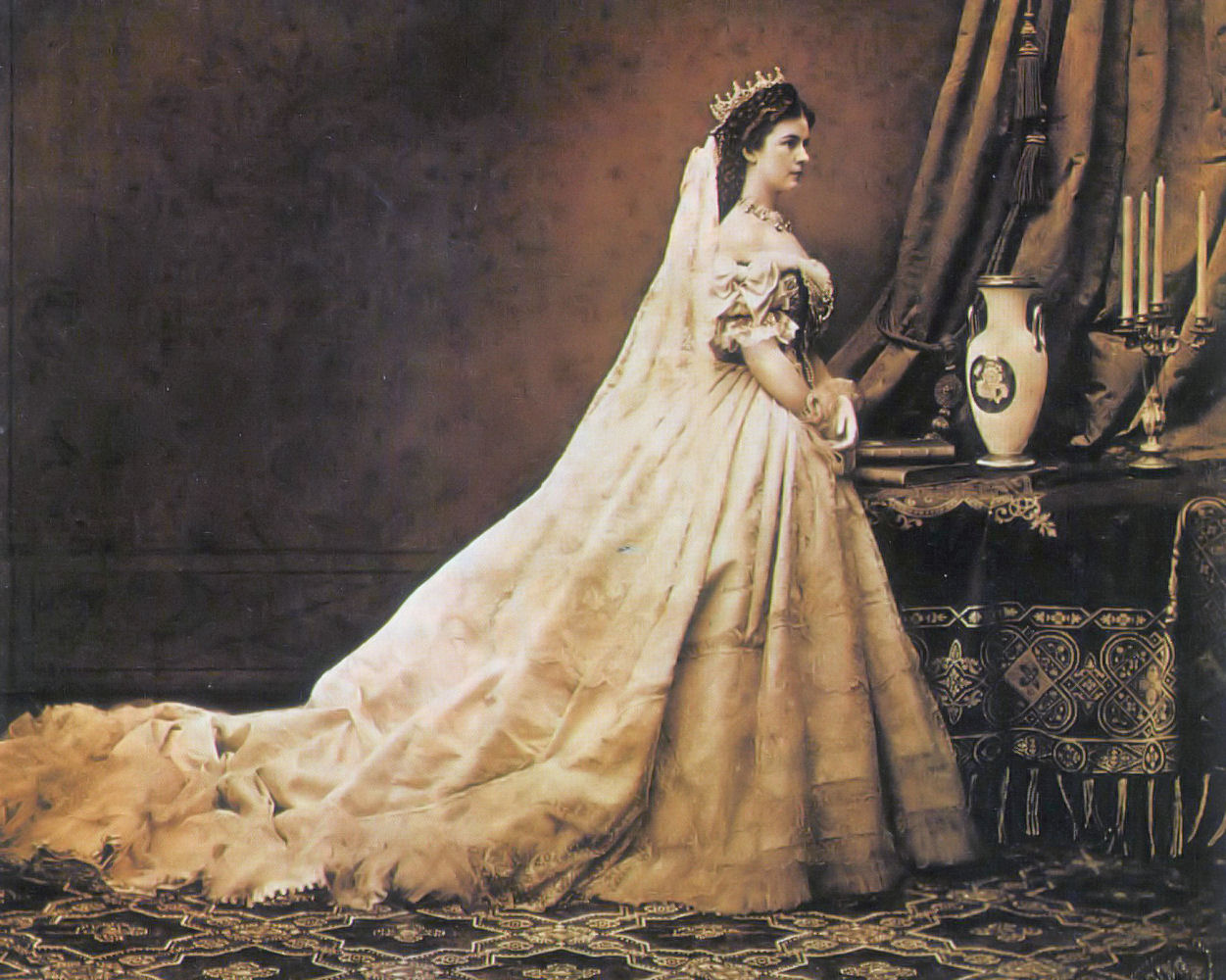
Elisabeth in 1867 als koningin van Hongarije

Elisabeth ontwikkelde niet alleen een grote liefde voor Hongarije. Ook Griekenland en – in navolging van haar lievelingsdichter Heinrich Heine – de Griekse klassieke oudheid, oefenden een grote aantrekkingskracht op haar uit. Ze leerde Nieuwgrieks en vertaalde onder het pseudoniem "Gloriette" de novelle Die Einsamen van een andere favoriete Duitse schrijver, Paul Heyse, en die verscheen te Athene, in 1893.
Op Korfoe liet ze een slot met de naam Achilleion bouwen, waar ze maar kort van heeft kunnen genieten. Het huis beviel haar bovendien meteen al niet. Nadat kosten noch moeite waren gespaard voor de bouw en inrichting, liet ze bijna meteen na oplevering een groot gedeelte van de meubels weer verschepen naar Wenen, waar ze werden opgeslagen. Na haar dood erfde haar dochter Gisela het huis, dat zij in 1907 aan keizer Wilhelm II van Duitsland verkocht.

## Overlijden zoon Rudolf

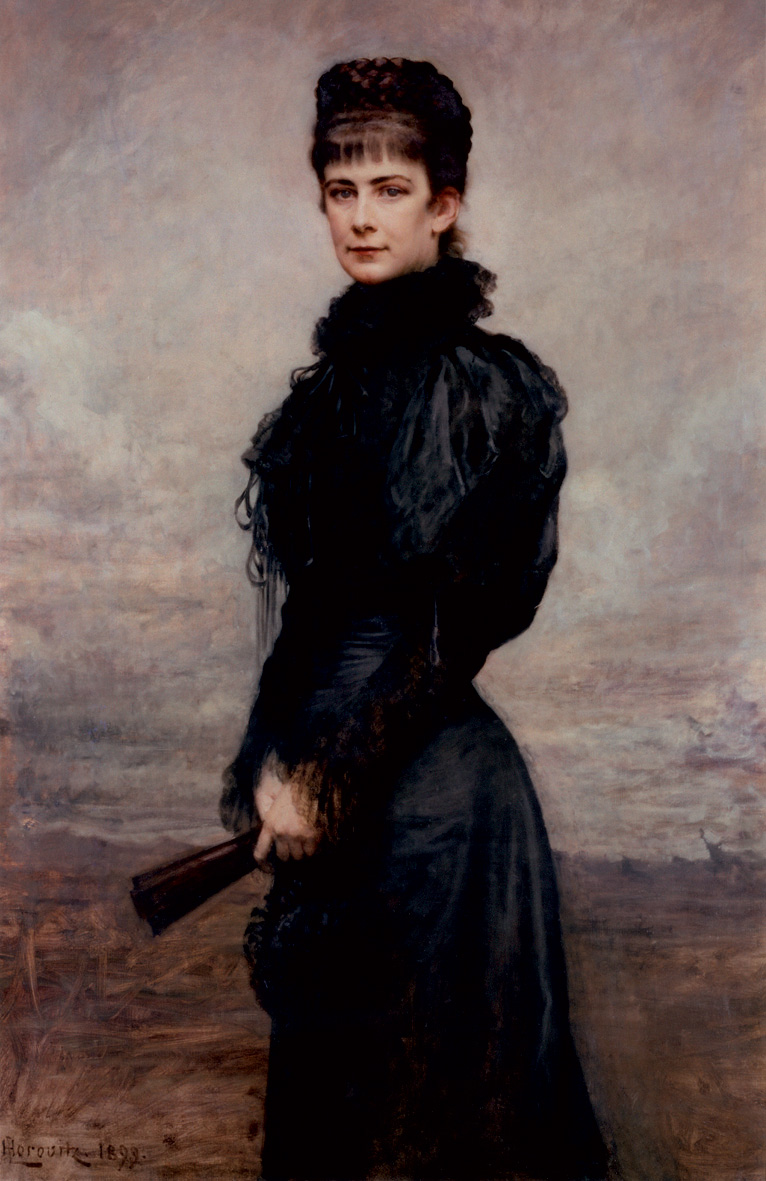
Postuum portret van Elisabeth van Oostenrijk (1899)

In 1889 doodde haar 30-jarige zoon kroonprins Rudolf in Mayerling zijn 17-jarige minnares barones Marie von Vetsera en pleegde daarna zelfmoord. Elisabeth kwam deze slag niet te boven en verzonk in een depressie. Vanaf dit moment droeg de keizerin alleen nog maar zwarte kleding en deed ze afstand van al haar sieraden. Elisabeth voelde zich schuldig aan de dood van haar zoon. Ze was zelf niet bij de bijzetting van haar zoon in de Kaisergruft aanwezig, maar een aantal dagen daarna bezocht ze zijn graf. Een getuige hoorde Elisabeth zijn naam roepen: "Rudolf, Rudolf".
Elisabeth zocht via een medium, haar oude jeugdvriendin Irene Paumgarten, contact met Rudolf.
Na enige tijd gaf Keizer Frans Jozef de zelfmoord openlijk toe, maar alle informatie over de dood van de kroonprins was tot 1918 in Oostenrijk-Hongarije verboden. Aartshertog Frans Ferdinand werd de nieuwe troonopvolger. Voor Elisabeth begon een tijd van nog rustelozer reizen. Ze was vrijwel nooit meer in Wenen en reisde voor een deel zelfs zonder strikt vooropgezet plan, wat, gelet op het enorme gezelschap dat haar begeleidde, tot complicaties leidde.

## Reizen
Verder ontwikkelde de keizerin in deze tijd de gewoonte om streng incognito te reizen en inofficieel op bezoek te gaan, ook onaangekondigd, onder meer bij koningin Victoria van het Verenigd Koninkrijk en koning Willem III der Nederlanden. 

### Nederland
In het voorjaar van 1884 bezocht Elisabeth Nederland, met een gevolg van 44 personen, daaronder haar hofdame landgravin Fürstenberg en eerste hofmeester baron Nopcsa, maar ook enkele diplomaten; hofraad Klaudy, regeringsraad Von Feifalik, dr. Kerzl, mr. Gierold en hoofd-administrateur C. Linger. Ze reisde niet als keizerin, maar onder een van haar vele titels, Gravin van Hohenembs, per extra-trein met dertien speciaal voor haar ingerichte voertuigen. Elisabeth liet zich in Den Haag behandelen voor haar gewrichtspijnen door de beroemde innovatieve medicus Johann Georg Mezger, die praktijk hield in het nieuw gebouwde Hotel Des Indes. Hij werkte met massage en bewegingstherapie in plaats van rust, wat ongebruikelijk was in die dagen. Ze verbleef in Brack's Doelen Hotel waar zes kamers speciaal voor haar vorstelijk werden gestoffeerd en gemeubileerd. Ze bezocht de koninklijke bazaar in Scheveningen en verbleef op medisch advies ook enige weken in Zandvoort, waarover ze bij haar afscheid een kort gedicht schreef. Ze leerde de gevierde circusdirecteur Oscar Carré kennen, die haar paardrijlessen gaf.

#### Belager in Amsterdam
In 1885 kwam ze nog eens naar Nederland voor medische behandeling. In Amsterdam vond een incident plaats toen ze verscholen achter een grote zwarte lederen waaier een wandeling maakte. Een man sloeg de waaier weg omdat hij haar gezicht wilde zien. Hij werd aangehouden en voor verhoor naar het politiebureau gebracht. De Nederlandse regering bood naderhand excuses aan.
In 1888 bezocht ze de schilder George Hitchcock in zijn duinhuisje te Egmond aan den Hoef en kocht er een schilderij van hem.

### Griekenland
Aan het Griekse hof verscheen ze onaangekondigd. Koning George I en koningin Olga waren niet aanwezig. Daarop besloot Elisabeth langs te gaan bij de kroonprins, Constantijn. Die was evenmin thuis, maar zijn vrouw, de Pruisische prinses Sophie wel. De keizerin nodigde zichzelf uit en stond erop in het Grieks te converseren, hoewel de Griekse kroonprinses deze taal niet machtig was.
In haar laatste tien jaar liet Elisabeth zich op haar reizen vergezellen door een selecte groep van tien Griekse intellectuelen. Bijna allemaal waren ze midden twintig. De bekendste was Constantin Christomanos, een toekomstige toneelschrijver en theaterregisseur, wiens memoires over Elisabeth door de Weense rechtbank werden verboden. De anderen waren de advocaat Nikos Thermoyanis, Roussos Roussopoulos, die dankzij Elisabeth honorair consul werd in Boedapest, Constantin Manos, die verzetsstrijder werd tegen de Turken op Kreta, en Marinos Marinaky, een toekomstig sportman en medeoprichter van de beroemd geworden Griekse voetbalclub Panathinaikos. De laatste die de keizerin vergezelde was de Engels-Griekse Frederic Barker. Hij diende ook als tussenpersoon bij onderhandelingen om het Achilleion-paleis op Corfu te verkopen. Na de dood van Sisi bleef Barker contact houden met de keizerlijke familie en werd hij vrijmetselaar. Op haar reizen werd Elisabeth ook vergezeld door een Zweedse therapeut, Arvid Kelgren, aan wie ze romantische poëzie schreef. Hij was een leerling van de Nederlandse arts Johann Georg Mezger, waar Elisabeth in behandeling was.

## Aanslag

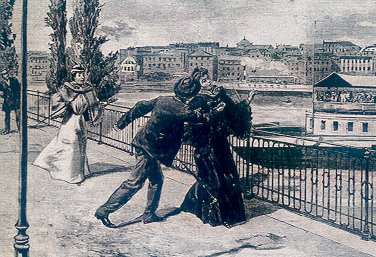
De moord op keizerin Elisabeth

Op 10 september 1898 vond er in Genève een aanslag op Elisabeth plaats toen ze buiten wandelde. De Italiaanse anarchist Luigi Lucheni viel Elisabeth aan en stak op haar in met een geslepen vijl. Lucheni had aanvankelijk de hertog van Orléans willen vermoorden. Op een geïmproviseerde draagbaar werd ze naar het hotel Beau Rivage teruggebracht en daar werd de 60-jarige Elisabeth, zonder dat ze nog bij kennis was geweest, door de artsen doodverklaard. De keizerin stierf aan een inwendige bloeding.
Elisabeth werd op 17 september 1898 in de Kapuzinergruft in Wenen bijgezet. Lucheni werd tot levenslang veroordeeld, maar hing zich in 1910 met zijn eigen riem op. Bijna niemand nam hier notie van. Voor Frans Jozef betekende de dood van zijn vrouw een nieuwe klap, na de zelfmoord van Rudolf en het overlijden van zijn schoonzus Sophie van Alençon-Orléans, die bij een brand tragisch om het leven was gekomen. Als aandenken aan zijn vrouw richtte hij een Elisabeth-orde op en bouwde hij in 1901 als monument voor Elisabeth een kerkje op de Schneeberg, de Elisabethkirche.
Vier dagen voor de aanslag plaatsvond, had Wilhelmina der Nederlanden de troon bestegen. Wilhelmina's moeder, Emma, verlangde tevergeefs dat zij de geplande rijtoer die zij die middag – 10 september 1898 – door Den Haag zou maken, zou afgelasten. Destijds vormden gewelddadige activisten van allerlei slag een bedreiging voor vorsten en regeringsleiders. De Amerikaanse president James Garfield was in 1881 vermoord en diens collega William McKinley in 1901, tsaar Alexander II van Rusland in 1881 en in 1900 koning Umberto I van Italië. In 1902 werd een mislukte aanslag gepleegd op koning Leopold II van België en in 1908 respectievelijk 1913 werden de koningen Karel I van Portugal en George I van Griekenland vermoord.

## Kinderen
- Sophie Frederika Dorothea (5 maart 1855 - 29 mei 1857)
- Gisela Louisa Marie (12 juli 1856 - 27 juli 1932), gehuwd met prins Leopold van Beieren
- Rudolf (21 augustus 1858 - 30 januari 1889), kroonprins, gehuwd met prinses Stefanie van België
- Marie-Valerie (22 april 1868 - 6 september 1924), gehuwd met Frans Salvator van Oostenrijk, kleinzoon van Leopold II van Toscane

## Damesorden en een gouden roos

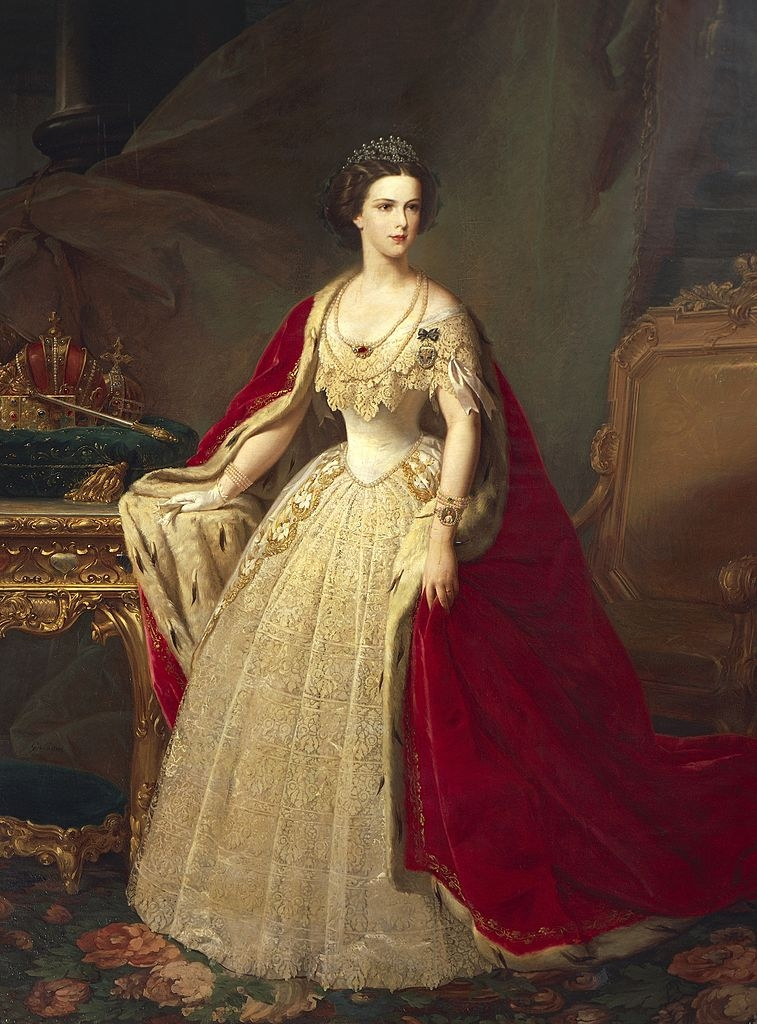
Elisabeth rond 1856 met op de schouder de Orde van het Sterrenkruis

Elisabeth was als keizerin beschermvrouwe en hoofd van de Orde van het Sterrenkruis. Zij was ook beschermvrouwe en hoofd van de andere Oostenrijkse damesorden. Het was indertijd nog niet gebruikelijk om dames in ridderorden op te nemen. Zo droeg Elisabeth alleen damesorden uit Oostenrijk, Mexico en Spanje. Paus Pius IX schonk haar in 1868 een Gouden Roos, een bijzonder huldeblijk van de Heilige Stoel. Deze gouden roos in een kristallen vaas kon niet worden gedragen maar wel worden neergezet.
Elisabeth droeg geen van de Beierse damesorden.
- Beschermvrouwe en Hoofd van de Orde van het Sterrenkruis
- Beschermvrouwe en Hoofd van de Orde van de Naastenliefde
- Beschermvrouwe en Hoofd van de Orde van de Slavinnen van de Deugd
- Beschermvrouwe en Hoofd van het Instituut van Elisabeth-Theresia
- Dame Grootkruis van de Orde van Sint-Karel, een damesorde van het keizerrijk Mexico
- Dame van de Koninklijke Orde van Maria Louisa (Spaans: "Real Orden de Damas Nobles de la Reina María Luisa"), een damesorde van het koninkrijk Spanje
- De Gouden Roos

## Erfenis van de keizerin
Elisabeth liet haar kinderen en kleindochter een groot vermogen na (10 miljoen gulden of 4,5 miljoen euro, in 2001 een miljard schilling). Ze spendeerde haar ruime toelage tijdens haar leven deels aan reizen, paarden en een bouwproject, maar belegde dat wat overbleef op een verstandige manier in Zwitserland, bij het huis Rothschild. Haar kostbare juwelen waren spoorloos. De 600 bladzijden met gedichten die de keizerin in de trant van haar geliefde voorbeeld Heinrich Heine schreef, waren vanwege hun republikeinse sympathieën aan de zorg van de Zwitserse regering toevertrouwd. Haar man en zijn conservatieve hofhouding waren regelmatig onderwerp van spot. Zij mochten pas in 1950 worden uitgegeven en de opbrengst moest gaan naar weeskinderen en "de voor politieke misdrijven veroordeelden" in Oostenrijk. Pas in 1980 werden de gedichten uitgegeven, onder redactie van Elisabeths biografe Brigitte Hamann. Voor welke politiek vervolgden de opbrengsten precies bedoeld waren, is niet bekend. De gedichten werden overigens nauwelijks gekocht, zodat van winst geen sprake was.

## Verfilmingen en romans
Elisabeth heeft tegenwoordig een welhaast mythische status, maar haar rol in de politiek mag niet overschat worden. In de Oostenrijkse geschiedschrijving wordt ze maar zijdelings genoemd. In de 20ste eeuw werd ze een icoon, vergelijkbaar met prinses Diana; een vrijheidslievende geest in het starre hofceremonieel. Haar leven heeft schrijvers en film- en theatermakers geïnspireerd.
Alom bekend is de Sissi-trilogie van Ernst Marischka met Romy Schneider in de titelrol:
- Sissi (1955)
- Sissi – De jonge keizerin (1956)
- Sissi – De woelige jaren (1957)

Deze films, die veel hebben bijgedragen aan de Sisi-mythe, worden in veel landen nog regelmatig op tv uitgezonden. In 1972 speelde Schneider nogmaals Elisabeth in de film Ludwig over haar neef de koning van Beieren.
Het levensverhaal van Elisabeth werd in 1991 opnieuw verfilmd onder de titel Sisi und der Kaiserkuß. Deze film, die het leven van een depressieve en neurotische keizerin liet zien, werd bij het grote publiek geen succes. In het keizerlijk paleis van Wenen bevindt zich vlak naast het appartement van de keizer een Sisi-museum, dat vooral aan haar privéleven is gewijd. In 1997 werd de animatie-serie Princess Sissi geproduceerd. In Wenen ging in 1992 de musical Elisabeth in première. Van 1999 tot en met 2001 werd in het Scheveningse Circustheater de musical Elisabeth opgevoerd met Pia Douwes in de rol van Elisabeth. In 2009 werd in de Stadsschouwburg in Antwerpen ook de musical Elisabeth gebracht. Dit keer speelde Ann Van den Broeck de rol van Elisabeth. In 2009 verscheen er een tweedelige Oostenrijkse tv-serie, Sisi. In 2021 is de mini-tv-serie Sisi uitgekomen; de serie, verteld vanuit het perspectief van haar naaste vertrouwelingen, werpt een nieuwe kijk op het leven van de keizerin en onthult een gelaagde vrouw.
Over Elisabeth zijn talrijke boeken geschreven. Ook Nederlandse auteurs, zoals Martin Ros en Wim Ewals, schreven biografieën over de keizerin. Lucas Zandberg schreef een roman over het mogelijk werkelijke leven van Elisabeth.

### Films en televisieseries
- Sissi-trilogie van Ernst Marischka met Romy Schneider in de titelrol:
  - Sissi (1955)
  - Sissi – De jonge keizerin (1956)
  - Sissi – De woelige jaren (1957)
- Ludwig (1972); historisch drama over Sisi's neef Ludwig II van Beieren. Sisi wordt wederom gespeeld door Romy Schneider.
- Sisi und der Kaiserkuß (1991). Sisi wordt gespeeld door Vanessa Wagner.
- Sissi, l'impératrice rebelle (2004). Sisi wordt gespeeld door Arielle Dombasle.
- Kronprinz Rudolf (2006): biografisch drama over Sisi's enige zoon Rudolf van Oostenrijk (1858-1889). Sisi wordt gespeeld door Sandra Ceccarelli.
- Sisi (2009): Duitse miniserie geregisseerd door Xaver Schwarzenberger. Sisi wordt gespeeld door Cristiana Capotondi.
- Sisi (2021): Duitstalige miniserie geregisseerd door Andreas Gutzeit, Elena Hell en Robert Krause. Sisi wordt gespeeld door Dominique Devenport.
- Corsage (2022): kostuumdrama geregisseerd door Marie Kreutzer. Elisabeth wordt vertolkt door Vicky Krieps.
- Die Kaiserin (2022): Duitse Netflixserie over de rol van Elisabeth aan het Weense hof. Elisabeth wordt vertolkt door Devrim Lingnau.
- Sisi & Ich (2023), speelfilm, Frauke Finsterwalder.

## Trivia

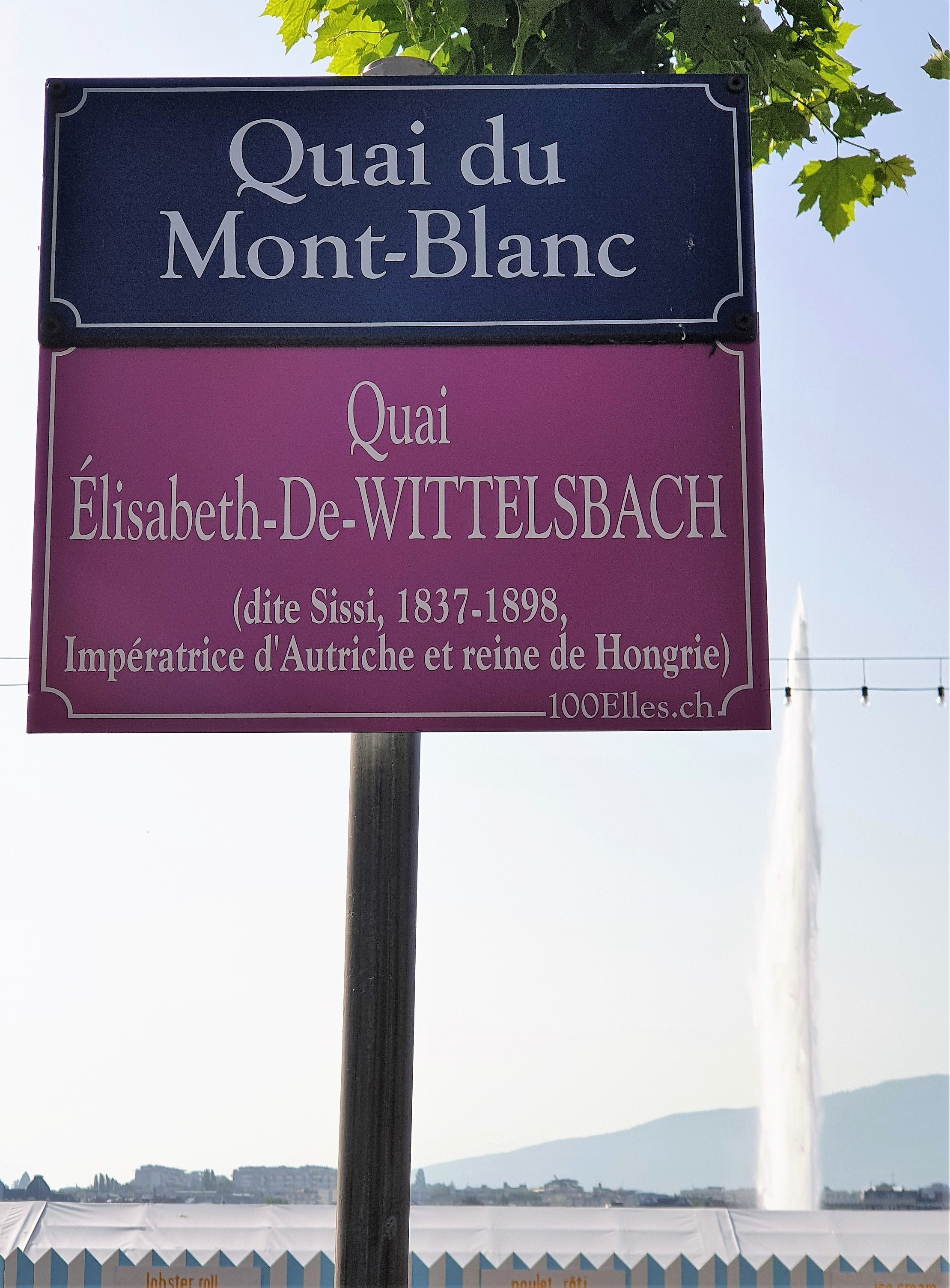
Alternatief straatnaambord van de actie 100Elles* in Genève, 2019.

- In 2019 werd in Genève door de actie 100Elles* een alternatief straatnaambord opgericht ter ere van Elisabeth in Beieren.
- De Sisi-Straße is een toeristische autoroute in haar voetsporen.

## Voorouders
| Voorouders van Elisabeth in Beieren | Voorouders van Elisabeth in Beieren                                                     | Voorouders van Elisabeth in Beieren                                                     | Voorouders van Elisabeth in Beieren                                              | Voorouders van Elisabeth in Beieren                                              | Voorouders van Elisabeth in Beieren                                                                     | Voorouders van Elisabeth in Beieren                                                                     | Voorouders van Elisabeth in Beieren                                                 | Voorouders van Elisabeth in Beieren                                                 |
| ----------------------------------- | --------------------------------------------------------------------------------------- | --------------------------------------------------------------------------------------- | -------------------------------------------------------------------------------- | -------------------------------------------------------------------------------- | --- | --- | ----------------------------------------------------------------------------------- | ----------------------------------------------------------------------------------- |
| Overgrootouders                     | Wilhelm in Beieren (1752-1837) ∞ 1780 Marie Anna van Zweibrücken-Birkenfeld (1753-1824) | Wilhelm in Beieren (1752-1837) ∞ 1780 Marie Anna van Zweibrücken-Birkenfeld (1753-1824) | Lodewijk Maria van Arenberg (1757-1795) ∞ Anne de Mailly-Nesle (1766 - 1789)     | Lodewijk Maria van Arenberg (1757-1795) ∞ Anne de Mailly-Nesle (1766 - 1789)     | Frederik Michael van Palts-Birkenfeld (1734–1767) ∞ 1746 Maria Francisca van Palts-Sulzbach (1734-1794) | Frederik Michael van Palts-Birkenfeld (1734–1767) ∞ 1746 Maria Francisca van Palts-Sulzbach (1734-1794) | Karel Lodewijk van Baden (1755-1801) ∞ 1774 Amalia van Hessen-Darmstadt (1754-1832) | Karel Lodewijk van Baden (1755-1801) ∞ 1774 Amalia van Hessen-Darmstadt (1754-1832) |
| Grootouders                         | Pius August in Beieren (1786–1837) ∞ 1807 Amalia Louise van Arenberg (1789-1823)        | Pius August in Beieren (1786–1837) ∞ 1807 Amalia Louise van Arenberg (1789-1823)        | Pius August in Beieren (1786–1837) ∞ 1807 Amalia Louise van Arenberg (1789-1823) | Pius August in Beieren (1786–1837) ∞ 1807 Amalia Louise van Arenberg (1789-1823) | Maximiliaan I Jozef van Beieren (1756-1828) ∞ 1797 Caroline van Baden (1776-1841)                       | Maximiliaan I Jozef van Beieren (1756-1828) ∞ 1797 Caroline van Baden (1776-1841)                       | Maximiliaan I Jozef van Beieren (1756-1828) ∞ 1797 Caroline van Baden (1776-1841)   | Maximiliaan I Jozef van Beieren (1756-1828) ∞ 1797 Caroline van Baden (1776-1841)   |
| Ouders                              | Maximiliaan Jozef in Beieren (1808–1888) ∞ 1828 Ludovika van Beieren (1808-1892)        | Maximiliaan Jozef in Beieren (1808–1888) ∞ 1828 Ludovika van Beieren (1808-1892)        | Maximiliaan Jozef in Beieren (1808–1888) ∞ 1828 Ludovika van Beieren (1808-1892) | Maximiliaan Jozef in Beieren (1808–1888) ∞ 1828 Ludovika van Beieren (1808-1892) | Maximiliaan Jozef in Beieren (1808–1888) ∞ 1828 Ludovika van Beieren (1808-1892)                        | Maximiliaan Jozef in Beieren (1808–1888) ∞ 1828 Ludovika van Beieren (1808-1892)                        | Maximiliaan Jozef in Beieren (1808–1888) ∞ 1828 Ludovika van Beieren (1808-1892)    | Maximiliaan Jozef in Beieren (1808–1888) ∞ 1828 Ludovika van Beieren (1808-1892)    |
| Elisabeth in Beieren (1837-1898)    |                                                                                         |                                                                                         |                                                                                  |                                                                                  | | |                                                                                     |                                                                                     |